# Skybyn (obwód czerkaski)
Skybyn (ukr. Скибин) – wieś na Ukrainie, w obwodzie czerkaskim, w rejonie humańskim, w hromadzie Żaszków. W 2001 liczyła 2083 mieszkańców, spośród których 2074 wskazało jako ojczysty język ukraiński, a 9 rosyjski.